# Benkő Anna Zsanett-gyilkosság
A 17 éves Benkő Anna Zsanett (1990–2007) sérelmére elkövetett gyilkosság a Keszthely melletti Rezi községben történt 2007. május 16-án. A gyilkosság elkövetője a lány nagybátyja, az akkor harminchét éves Benkő János István, aki a holttestet édesanyja lakásának pincéjében rejtette el. Az ügy hosszú ideig megoldatlan maradt és a lányt eltűntként tartották nyilván. Az ügy aktáit 2018-ban újranyitották, és az újabb kihallgatások során a lány nagybátyját hazugságvizsgálatnak is alávetették, majd a férfi beismerte a bűncselekményt.
A 2019-ben lefolytatott büntetőeljárás során Benkő János Istvánt tizenhárom év börtönben letöltendő szabadságvesztésre ítélték. Az ügy körül mai napig sok a homályos, megválaszolatlan kérdés.
A bűncselekmény a dunántúli regionális kriminalisztika történetében egyedülálló esetnek mondható, mivel az ügy kézzelfogható eredmények nélkül nagyon hosszú ideig húzódott és a helyi hatóság csak a budapesti Készenléti Rendőrség kiemelt ügyeket felderítő főosztályának segítségével tudta felderíteni, de még így sem teljeskörűen.

## Előzmények
Benkő Anna Zsanett rendezett körülmények közül származó lány volt. Édesapja, Benkő Lajos testvére János büntetett előéletű volt, aki italozó életmódot folytatott. 1994 szeptemberében több emberen elkövetett gyilkossági kísérlet és személyi szabadság megsértése miatt tíz év fegyházra ítélték, amelyből 2001. január végén feltételesen szabadult. Jánost a felesége is elhagyta a közös gyerekükkel együtt. A családja azonban visszafogadta, mert úgy hitték, hogy megbánta a korábban elkövetett bűnöket. A férfi nagyanyja házában lakott Reziben és velük élt még beteg nővére is.
2007. május 16-án reggel Anna azzal indult el otthonról, hogy iskolába megy, de nem szállt fel a buszra és az iskolában sem látta senki. Délután már észlelték otthon a lány eltűnését és keresni kezdték, amelyben maga Benkő János is részt vett. Már előfordult, hogy Anna engedély nélkül elment a barátaihoz, ami miatt nehezteltek rá a szülei és többször nyomatékosan felszólították, hogy koncentráljon a tanulásra. Mivel azonban nem került elő és senki sem látta őt Reziben, ezért értesítették a rendőrséget, akik este kiadták a körözést.
A kezdeti a nyomozás teljesen eredménytelenül folyt és eleve rossz szálon indult. Akadt olyan, aki állítólag egy idegen autóba látta volna beszállni Annát, de ez nem nyert megerősítést. Felröppentek olyan híresztelések, hogy Annát egy németországi bordélyban talán prostitúcióra kényszerítik, de a rendőrség megalapozatlannak találta ezt az állítást is. Annát több helyen is keresték és a Csellengők c. tv műsorban is foglalkoztak az ügyével, de a lány hollétéről évekig nem érkezett hír.
A kereséseknél aktívan jelen levő Benkő János részvétet színlelt és úgy tett, mintha vigasztalná a megtört szülőket.

## A gyilkosság felderítése
2018-ban a készenléti rendőrség ismét nyomozásba kezdett, hogy felderítse Benkő Anna Zsanett rejtélyes eltűnésének körülményeit. Benkő János azonnal a látókörükbe került, mint büntetett előéletű személy, aki emberölés kísérlete miatt volt már börtönben. A férfit poligráf-vizsgálatnak vetették alá, melynek során beismerő vallomást tett.
Benkő János elismerte, hogy 2007-ben ő ölte meg Annát és a holttestét édesanyja lakásának pincéjében hantolta el. Azt is bevallotta, hogy Annához közös megegyezésen alapuló szexuális kapcsolat fűzte, amelyért cserébe a lánynak pénzzel és cigarettával fizetett. Ezt a lány magára költötte. Benkő Jánost saját kérésére ekkor még nem vitték ki a helyszínre, hanem tüzetesen elmondta, hol kell keresni a sír pontos helyét, amit a helyszíni szemle során felnyitottak, és előkerült a lány teljes csontváza a körülbelül negyven centiméter mély gödörből. A maradványokat DNS- és antropológiai vizsgálatok alapján azonosítottak.
Benkő Jánost június 4-én a tett helyszínén is kihallgatták, ahol további részleteket árult el. Elmondta, hogy 2007. május 16-án Anna felkereste és ismét intim együttlétet folytatott vele a szobájában. Közben némi alkoholt is elfogyasztottak. A lány pénzt is kért tőle, de János ezt megtagadta. A lány távozott, ám később estefelé visszatért. Az ekkor történtek nem egészen világosak, ugyanis Benkő János eléggé zavaros dolgot állított: eszerint Anna öngyilkossággal fenyegetőzött, el akart szökni a szülői szigor elől és felhánytorgatta nagybátyja börtönviselt múltját. Erre János dühében kirántotta a nadrágja zsinórját és azzal megfojtotta Annát. A szorítás olyan erős volt, hogy Anna maradványainak exhumálásakor megtalálták a zsinór egyes darabjait a nyakcsigolyák közé ékelődve.
Megjegyzendő, hogy Benkő János legelső kihallgatásán tett homályos vallomása még úgy szólt, hogy a lány szedte le a ruhájáról a zsinórt, majd a saját nyakába akasztotta. A férfi innentől már nem sok mindenre emlékezett, csak arra, hogy Anna holtan fekszik mellette az ágyon. A helyszíni kihallgatáson viszont már lényegében eltudta magyarázni (egy bábun való imitációval), miként fojtotta meg a lányt.
Miután Annát meggyilkolta, János leszedte róla a ruhákat és a meztelen holttestet a pincébe vitte. Ott egy gödröt vájt ki és elásta benne Anna testét, a hant fölé pedig egy szekrényt húzott. A ruhákat ezt követően kidobta. Édesanyja, Anna nagyanyja semmit sem sejtett az egészből, sőt amikor az idős asszony megtudta, hogy unokája maradványai az ő pincéjéből kerültek elő olyannyira rosszul lett, hogy azonnal kórházba kellett szállítani. Később még a házból is kiköltözött.

## Per és ítélet
Az előzetes letartóztatásba került 47 éves Benkő János Istvánt az ügyészség fiatalkorú sérelmére elkövetett emberöléssel gyanúsította meg. Ügyét a zalaegerszegi törvényszék tárgyalta. 2019. március 7-én előkészítő ülést tartottak, ahol az ügyész indítványozta, hogyha a terhelt beismerő vallomást tesz az általa elkövetett bűncselekmény kapcsán, úgy 9 év börtönfokozatban letöltendő szabadságvesztésre számíthat. Benkő János lemondott a tárgyaláshoz való jogáról és beismerő vallomást kívánt tenni. Vallomása viszont akadozott, rendszeresen csak a megbánását hangsúlyozta, folyamatosan ismételve a hirtelen felindulását, így vallomástétele csupán önsajnálatból állt. Gergye Tamás bíró háromszor adott lehetőséget, hogy a vádirattal egyezően elmondja mi történt, de miután Benkő János erre nem volt képes, ezért Gergye elutasította a vallomást és megindította a bizonyítási eljárást.
A 2019. május 6-án megtartott tárgyaláson Benkő János további kihallgatásával folytatták az eljárást. Ezen a tárgyaláson már részt vett az áldozat apja, Benkő Lajos is, aki sokáig nem volt képes arra, hogy újra lássa öccsét. Benkő Lajos a bíró előtt kijelentette, hogy lánya meggyilkolását sose fogja megbocsátani Jánosnak.
Benkő János újból elmondta a gyilkosság véghezvitelének részleteit, de továbbra is ragaszkodott ahhoz az állításához, miszerint a lány öngyilkos akart lenni. Ekkor azonban korábbi vallomásaival ellentétben tagadta, hogy közte és Anna között szexuális kapcsolat lett volna, mert ahogy fogalmazott, ő nem nőként tekintett bátyja lányára, hanem mint a saját húgára. Egy alkalommal már azt állította, hogy csak egyszer, a gyilkosság napján feküdt le Annával. A tárgyaláson meghallgatták a lány egykori osztálytársait és a szüleit is, próbálva rekonstruálni a hiányzó részleteket. A család egyik barátja azt vallotta szemtanúja volt amikor Benkő János furcsa körülmények között pénzt adott át unokahúgának. Ő túlzottan bizalmaskodónak és intimnek írt le ezt a mozzanatot.
A Gergye Tamás vezette bíróság 2019. július 5-én hozott jogerős ítéletet Benkő Anna Zsanett meggyilkolásának ügyében. A bíróság figyelembe vette az időmúlást, ami miatt például már Benkő Jánost nem lehetett kiskorú személlyel folytatott vérfertőző kapcsolat okán se felelősségre vonni, továbbá értékelték a férfi beismerő vallomását a gyilkosság elkövetését illetően. Súlyosbító körülménynek számított a vádlott büntetett előélete, illetve, hogy a gyilkosságot saját unokahúga ellen követte el. Benkő János Istvánt emberölésért 13 év börtönbüntetésre és 10 év közügyektől eltiltásra ítélte a Zalaegerszegi Törvényszék. Ebbe beleszámít az előzetesben töltött egy év, ezért Benkő János legkorábban a büntetés kétharmad részének kitöltését követő napon bocsátható feltételes szabadságra.

## Homályos részletek
A nyomozók kezdettől fogva kétségesnek tartották, hogy Benkő Annának lettek volna öngyilkossági szándékai, főleg azután, hogy épp a saját nagybátyja ölte meg. Valószínűbbnek tartották, hogy a lány megfenyegette nagybátyját azzal, hogy elmondja szüleinek miféle viszony van közöttük. A Benkő család jogi képviselője, Patócs Ilona ügyvéd is feltételezte, hogy a gyilkosságot nem hirtelen felindulásból, hanem aljas indokból követte el Benkő János, nehogy fény derüljön a vérfertőzés bűnére, mivel a holttestet a férfi anyja házának pincéjében földelte el és több mint egy évtizedig tetette magát, gátlástalanul hazudozott, együttérzést és bánatot színlelt. A lányt ráadásul rendkívül brutális módon, hatalmas erővel és ebből következtetően rendkívüli dühhel fojthatta meg, amit az orvosszakértői vélemény és a csigolyák között fellelt madzagmaradvány is igazol.
A lány édesanyja nem hitte el, hogy Anna önszántából folytatott volna szexuális viszonyt sógorával. A Hír TV Riasztás c. kriminalisztikai magazinjának elmondta, hogy lánya csak azért járt el Jánosékhoz, mert szerette a nagymamáját és szívesen tartózkodott nála. Ő úgy feltételezte, hogy János megerőszakolta Annát, mert féltékeny volt, ugyanis a lánynak akkor már volt barátja. Ezután elhallgattatta, nehogy elmondja bárkinek is mi történt.
Benkő János sosem vallotta be Anna unokahúga meggyilkolásának valódi okát, minden egyes vallomásában kitért a részletek elől és valószínűtlen dolgokat állított, így az ügy több kérdése megválaszolatlan maradt.